# Conrad IV de Fribourg
Pour les articles homonymes, voir Conrad IV.
Conrad IV de Fribourg, dit « de Furstemberg », né en 1372 et mort le 16 avril 1424), est un comte de Fribourg-en-Brisgau, comte de Neuchâtel de 1395 à 1424 après le décès de sa tante la comtesse Isabelle en 1395, chevalier du Saint-Sépulcre, seigneur de Melun, de Badenwyler, de Champlitte, de Villaufans, de Vannes, d'Avellin, de Bauce, de Seurres, de Belfort ; landgrave de Brisgau et gardien du val de Morteau.

## Biographie
Après le décès d'Isabelle, qui l'avait élevé car son père était décédé alors qu'il n'avait que 12/13 ans, Conrad se rend en Bourgogne pour faire reconnaitre son héritage. Le 3 février 1395, alors au château de Châtelard du Val-de-Travers, il confirme toutes les franchises accordées auparavant aux habitants de Verrières ; puis, le 11 août 1396, il confirme les franchises de Boudry et le 20 décembre, de la même année, il renouvelle l'acte de bourgeoisie et d'alliance avec la ville de Soleure : « Parlant, nous, Conrad, comte de Fribourg, seigneur de Neufchâtel, confessons publiquement dans cette lettre, qu'à cause de la dite ancienne amitié et confidence que nos prédécesseurs ont semblablement eue avec la dite ville et les dits bourgeois de Soleure dès un long espace de temps, et nous voulons encore à l'avenir avoir avec eux, moyennant l'aide de Dieu, nous sommes convenus aimablement et benignement avec les avoyer, conseillers et communauté de la dite ville de Soleure, savoir: qu'ils nous ont reçu pour leur bourgeois, selon le droit et la coutume de leur ville, et pareillement nous leur avons fait corporellement le serment de bourgeois, en levant les mains et avec des paroles religieuses, devant Dieu et ses saints, selon le droit de leur ville, et aussi l'équité, comme il est écrit ci-après: Nous leur promettons, par le dit serment, de défendre leurs corps et biens, de détourner leur dommage de tout notre pouvoir, sans fraude, et de leur donner conseil et aide, ainsi qu'un bourgeois est tenu de droit de faire, etc.. » Trois ans plus tard il passe une alliance, pour une durée de cinq ans, avec la ville de Berne.
Le 4 mars 1404 il part en Terre sainte visiter le Saint-Sépulcre, il ne reviendra qu'en 1406, à cette occasion il désigne quatre personnes pour diriger le comté de Neuchâtel dont Jean Vauthier de Colombier qui prend le titre d'"administrateur du comté", parallèlement il institue quatre "maîtres-bourgeois" pour représenter les habitants à ce conseil. Ce dernier deviendra usuel car les comtes ne résideront bientôt plus à Neuchâtel mais dans leurs seigneuries respectives. La même année les villes de Neuchâtel et de Berne passent un traité d'alliance : « Nous les bourgeois et toute la communauté de Neufchàtel...voulons et désirons être notifié à tous et un chacun...Que, procédant d'un sain et délibéré conseil...nous avons, au su et par le consentement de généreux et puissant seigneur Conrad, comte de Fribourg, comte et seigneur de Neufchàtel, notre très généreux seigneur, pour nous et nos successeurs universels...recevons et acceptons fermement,...une perpétuelle bourgeoisie avec la louable ville de Berne au diocèse du dit Lausanne... », ce traité oblige Conrad à demander d'être reçu « bourgeois » de cette ville le 22 avril 1406 : « Nous, comte Conrad de Fribourg, comte et seigneur de Neufchâtel...avons, pour nous, nos hoirs et tous nos successeurs en la prédite ville de Berne une perpétuelle bourgeoisie à nous acceptée et reçue pour notre utilité et de tous les nôtres... ». En 1412 il supprime l'office de lieutenant de Neuchâtel, tenu jusque-là par Vauthier de Rochefort, enfant adultérin de Louis Ier de Neuchâtel, ainsi que celui de châtelain qui fut remplacé par celui de maire. Conrad meurt le 16 avril 1424.

## Mariage et succession
Il épouse en premières noces vers 1390/94 Marie, (? - 29 mars 1407), fille de Jean III de Vergy et de Jeanne de Chalon, puis en secondes noces vers 1413/18 Alix des Baux, (1367 - 1426). Il a :

De son premier mariage :
- Louis, (? - 1404), mort très jeune,
- Jean de Fribourg qui lui succède.

## Sources
- Nicolas Viton de Saint-Allais, L'Art de vérifier les dates des faits historiques, des chartes, des chroniques et autres anciens monuments, depuis la naissance de Notre-Seigneur, par le moyen d'une table chronologique, 1819 (lire en ligne), p. 68 à 69
- Julius Kindler von Knobloch, Oberbadisches Geschlechterbuch, Heidelberg, Carl Winter's Universitätsbuchhandlung, 1894 (lire en ligne), p. 388 et 399
- Jonas Boyve, Annales historiques du Comté de Neuchâtel et Valangin depuis Jules-César jusqu'en 1722, E. Mathey, 1854 (lire en ligne), p. 397 à 496

- Anne Jeanneret-de Rougemont, « Fribourg, Conrad de » dans le Dictionnaire historique de la Suisse en ligne, version du 22 mai 2007.
- Médiéval Généalogie
- Geneall, Graf von Freiburg
- Fabpedigree, Freiburg
- Roglo, Grf von Freiburg